# SA60L輕型運動飛機
SA60L輕型運動飛機是由在中國湖南省株洲市的「山河科技有限公司（SUNWARD）」研製的輕型飛機，又名「阿若拉（AURORA）」。

## 研發簡史
SA60L於2011年開始立項，2013年首次試飛，從2014年開始已連續好幾年都有參加珠海航空展，作地面展示和飛行表演，該機已於2017年4月取得美國民航證而可在美國作為民用飛機，同年11月4日至7日，山河公司派出10架SA60L參加在武漢市舉行的「2017世界飛行者大會（WFE）」。
SA60L的單價約為100萬元人民幣。

## 基本資料
- 機長:6.9米
- 翼展:8.6米
- 高度:2.5米
- 空重:340公斤
- 最大起飛重:600公斤
- 起飛距離:180米
- 最快速度:270公里/小時
- 巡航速度:220公里/小時
- 昇限:4000米
- 航程:1200公里
- 發動機:Rotax912ULS（馬力=100匹）
- 可載人數:2人

## 設計
SA60L首先是一架小型單發動機螺旋槳低單翼飛機，其機翼是以滑翔機的標準設計，俱有良好的滑翔能力，全機以碳纖維為主要材料，因此機身堅固而輕巧，祇要一個人就能推動，飛機設計時採用了電腦模擬和輔助設計，發動機祇要用一般汽車用無鉛汽油就能開動，祇要大約180米跑道就能起飛，採用前三點固定式起落架，而其飛行性能良好，輕快而容易駕駛，能用來培訓飛行員、噴洒農葯、私人座機或觀光等通用航空用途。

## 型號
- SA60L:基本型
- SA60L-T:高原型，搭載Rotax 914渦輪增壓發動機，通過改進發動機的進氣、供油、渦輪增壓控制，以及改進飛機的著陸系統、螺旋槳槳葉角匹配、發動機參數監控系統等，有效提高了SA60L-T在高海拔機場起降、爬升性能及海拔適應性
- SA-160:5座位型

## 研發國家
- 中华人民共和国

## 外部連結
- 《走近科學》 輕型運動飛機：如何通過嚴苛考驗走向世界
- Sunward Airplane
- Sunward Sa60L
- 山河SA60L轻型运动飞机[]
- 国货当自强！阿若拉SA60L飞机远销美国扛起民族飞机品牌大旗（页面存档备份，存于）

## 相似機種
- 鑽石DA20
- 塞斯納172
- 初教-6